# Dactyliophora novae-guineae
Dactyliophora novae-guineae är en tvåhjärtbladig växtart som först beskrevs av Jacob Whitman Bailey, och fick sitt nu gällande namn av Danser. Dactyliophora novae-guineae ingår i släktet Dactyliophora och familjen Loranthaceae. Inga underarter finns listade i Catalogue of Life.